# Time Out with Britney Spears
Time Out with Britney Spears es el primer DVD de la cantante pop Britney Spears, que fue lanzado el 29 de noviembre de 1999. De acuerdo al sistema de información Nielsen SoundScan, Time Out with Britney Spears ha vendido 314 mil copias en los Estados Unidos. Entre diciembre de 1999 y enero de 2000, Time Out with Britney Spears permaneció durante diez semanas como el DVD más vendido de forma semanal en Estados Unidos.

## Características

### Características Técnicas
- Subtítulos disponibles: Inglés
- Audio: Inglés (Dolby Digital 5.1)
- Acceso individual a escenas o de tiempo completo.

### Contenido
- Entrevista con Britney

1. "(You Drive Me) Crazy[The Stop Remix]y haciendo el video"
2. "Sometimes y haciendo el video"
3. "...Baby one more time y haciendo el video"

- Disney Channel in Concert incluye "Born to Make You Happy" y "From the Bottom of My Broken Heart".
- El video viene con un sampler Jive cinta de casete (de Britney y otros artistas) con dos Britney-contestador automático realizado grabaciones al final (una mezcla con "... Baby One More Time" y con "Sometimes").